# Athis-Mons
 (août 2024).
Si vous disposez d'ouvrages ou d'articles de référence ou si vous connaissez des sites web de qualité traitant du thème abordé ici, merci de compléter l'article en donnant les références utiles à sa vérifiabilité et en les liant à la section « Notes et références ».
Pour les articles homonymes, voir Athis et Mons (homonymie).
Athis-Mons (prononcé [at̪is mɔ̃s] ) est une commune française située à douze kilomètres au sud-est de Paris dans le département de l’Essonne en région Île-de-France.
À l’origine deux villages agricoles séparés sur les coteaux de la Seine et de l’Orge, Athis-sur-Orge et Mons-sur-Orge, seigneuries de personnages illustres, la fusion en 1817 créa Athis-Mons, une nouvelle commune qui avec l’arrivée du chemin de fer puis de l’aéroport se développa rapidement, d’abord urbanisée avec des pavillons de banlieue puis par des lotissements et des grands ensembles. Porte d’entrée nord du département par l’ancienne route nationale 7, la commune est aujourd’hui encore marquée par l’importance des transports dans son développement, dédicaçant ses églises aux cheminots et aux aviateurs.

## Géographie

### Situation

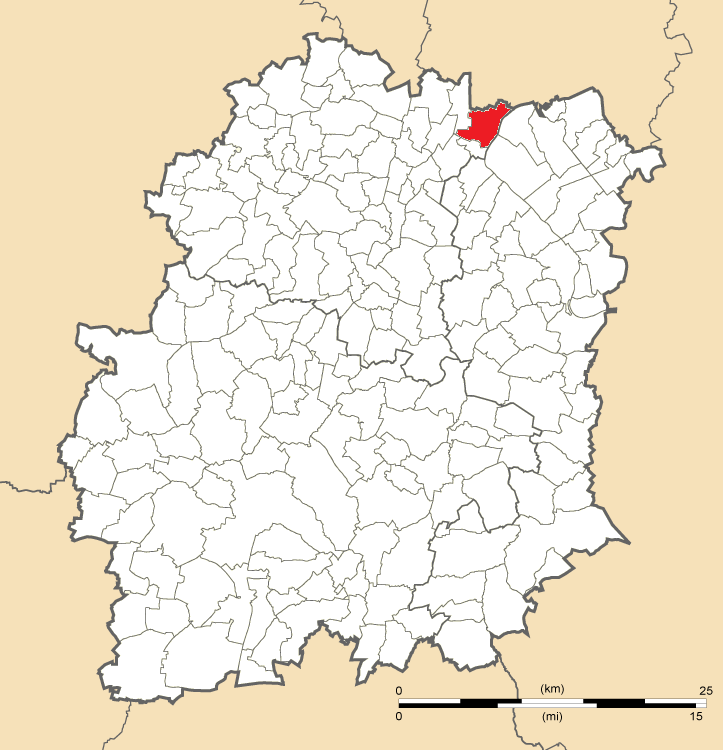
Position d’Athis-Mons en Essonne.

Athis-Mons est située au nord du département de l’Essonne, totalement intégré à l’agglomération parisienne dans la région Île-de-France, à la frontière de la région naturelle du Hurepoix.
La commune occupe un territoire long de 4 km à l’est et large de 2,7 km, pour un total de 856 hectares (8,56 km2). L’Institut national de l'information géographique et forestière donne les coordonnées géographiques 48°42'09" N et 02°22'20" E au point central de ce territoire. Près de 70 % de l’espace communal est urbanisé et construit, moins de 20 % relève encore d’espaces dits ruraux, en réalité un massif forestier sur le coteau de l’Orge et une vaste plaine herbue sur le domaine de l’aéroport au nord. Toute la frontière est de la commune est matérialisée par le cours de la Seine, le fleuve est rejoint à proximité du quartier de Mons par la rivière l’Orge qui délimite la plaine du plateau. Ainsi, le relief de la commune varie fortement entre le nord et l’ouest placé sur un plateau atteignant approximativement 90 m d’altitude et les rives des cours d’eau à seulement 35 m d’altitude. Deux axes majeurs traversent le territoire, à l’est la ligne de grande ceinture est aujourd’hui empruntée par la ligne C du RER d'Île-de-France, à l’ouest, l’ancienne route nationale 7 marque une rupture entre les quartiers. Elle est croisée par la route départementale 25 et la route départementale 118 qui rejoignent la Seine, et complétée par la route départementale 29 qui emprunte les quais de la rive gauche. Ce relief et ce maillage ont donné lieu à la création de plusieurs quartiers, avec du nord-est au sud-ouest, la Plaine basse, Mons, le Centre-Ville, le Val d’Athis, le Plateau et le Noyer Renard, pour la plupart reprenant les anciennes appellations des lieux-dits ou villages.
Commune frontière, Athis-Mons est de fait relativement excentrée dans le département, elle est située à 18 km au sud-est de Paris-Notre-Dame, point zéro des routes de France, à neuf kilomètres au nord-ouest d’Évry, 10 km à l’est de Palaiseau, 13 km au nord-ouest de Corbeil-Essonnes, 34 km au nord-est d’Étampes, 10 km au nord-est de Montlhéry, 15 km au nord-est d’Arpajon, 24 km au nord de La Ferté-Alais, 33 km au nord-est de Dourdan et 34 km au nord-ouest de Milly-la-Forêt.
Elle est par ailleurs située à 133 km au sud-ouest d’Athis dans la Marne, à 211 km à l’est d’Athis-de-l'Orne.

### Communes limitrophes
Le territoire d’Athis-Mons, constitué par deux communes distinctes auparavant est relativement complexe et limitrophe de plusieurs communes différentes, mais aussi du département du Val-de-Marne. Ainsi au nord se trouvent les terres de Villeneuve-le-Roi occupées par l’aéroport Paris-Orly et sur une petite portion de frontière la commune d’Ablon-sur-Seine, frontière matérialisée à la fois par la voie ferrée et l’avenue de l’Europe. À l’est et au sud-est, la Seine marque la limite avec Vigneux-sur-Seine et Draveil même si aucune de ces communes n’est physiquement reliée puisque aucun pont ne relie les deux berges sur le territoire communal. Au sud, la frontière avec Juvisy-sur-Orge traverse l’importante gare de triage puis suit la rue de la Paix, l’avenue Gabriel-Péri puis la rue de la Voie-Verte. Cette même rue marque ensuite la courte frontière sud-ouest avec Savigny-sur-Orge jusqu’à l’avenue Maryse-Bastié, l’avenue de Morangis et l’ancienne route nationale 7 qui délimite le territoire avec Paray-Vieille-Poste à l’ouest et nord-ouest.

### Relief et géologie

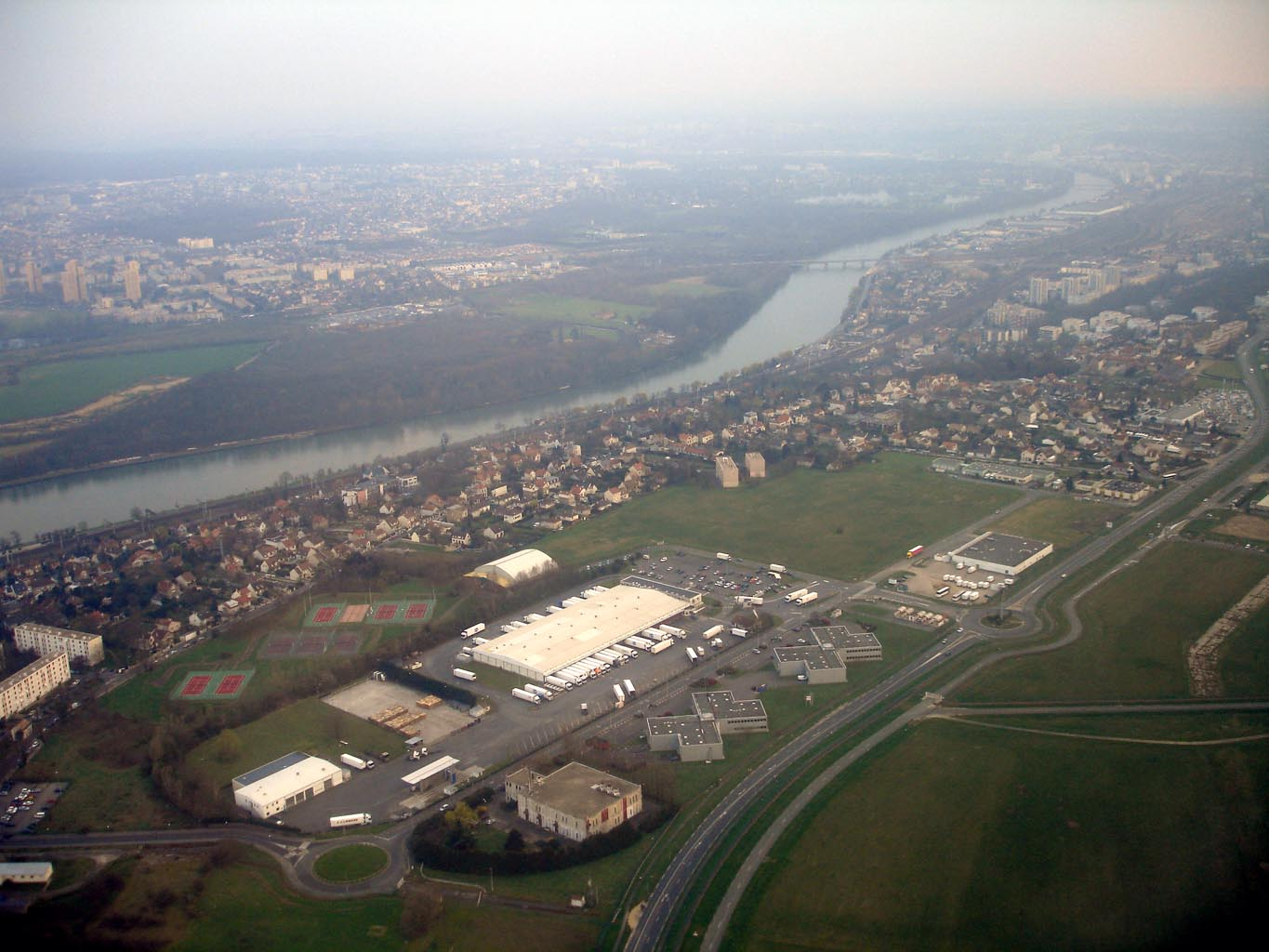
Vue aérienne du plateau, du stade Louis-Thomas, du coteau de Mons et de la vallée de la Seine depuis un avion décollant de la piste 02/20 de l’aéroport.

Le territoire d’Athis-Mons est implanté pour ses trois-quarts ouest sur le plateau du Hurepoix et pour sa partie est sur le coteau de la vallée de la Seine. Il s’étage entre une altitude maximale fixée à quatre-vingt-douze mètres à l’extrémité ouest du territoire près du quartier de la Voie Verte à Savigny-sur-Orge et seulement trente-deux mètres à l’extrême nord-est, sur la rive du fleuve à la limite avec Ablon-sur-Seine,.
Au nord, le terrain s’élève rapidement depuis les berges puisque le quai n’est qu’à trente-cinq mètres d’altitude et la Grande Rue, distante de quatre-cents mètres est à une altitude de quatre-vingt-un mètres puis plus lentement pour atteindre quatre-vingt-huit mètres sur le terrain de l’aéroport, neuf-cents mètres plus à l’ouest. Au sud se trouve une vaste plaine alluviale occupée par les voies ferrées de la gare de triage, approximativement située à trente-cinq mètres d’altitude jusqu’au cours de l’Orge distante d’un kilomètre des berges du fleuve, avant une forte pente en centre-ville qui porte l’altitude à quatre-vingt-six mètres seulement six-cents mètres plus au nord. Implanté dans le Bassin parisien, le sous-sol de la commune en est caractéristique avec une succession de couches de meulière, limon, argile et enfin calcaire, bien visibles sur les bords érodés du coteau.

### Hydrographie

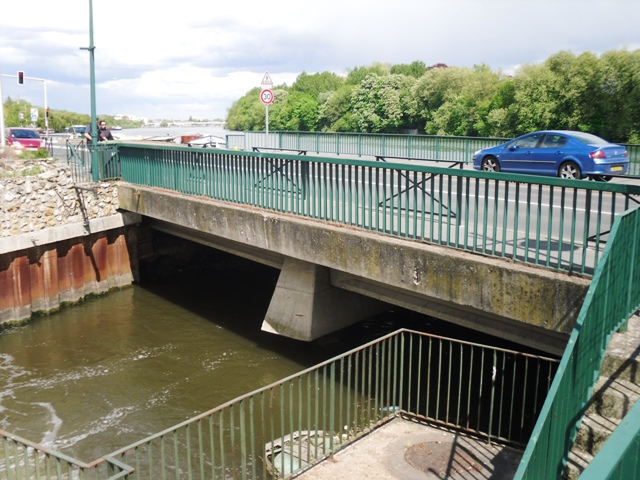
La confluence de l’Orge et de la Seine.

Le territoire de la commune d’Athis-Mons est implanté sur la rive gauche de la Seine, là où le fleuve forme une large boucle vers le nord-est avant d’entrer dans le Val-de-Marne, il parcourt ainsi trois kilomètres et cinq-cents mètres à la limite est de la commune. Légèrement plus à l’ouest du cours du fleuve en contrebas du coteau coule le bras nord de la rivière l’Orge, entrant par le sud de la commune depuis Juvisy-sur-Orge et parcourant deux kilomètres et cinq-cents mètres jusqu’à la confluence avec le fleuve. Au nord de la commune, sur l’emprise de l’aéroport de Paris-Orly, se trouve une importante station d’épuration des eaux et plus à l’est se trouve un bassin de rétention des eaux de pluie souillées par les cuves à carburant.

### Climat
Pour des articles plus généraux, voir Climat de l'Île-de-France et Climat de l'Essonne.
En 2010, le climat de la commune est de type climat océanique dégradé des plaines du Centre et du Nord, selon une étude du CNRS s'appuyant sur une série de données couvrant la période 1971-2000. En 2020, Météo-France publie une typologie des climats de la France métropolitaine dans laquelle la commune est exposée à un climat océanique altéré et est dans la région climatique Sud-ouest du bassin Parisien, caractérisée par une faible pluviométrie, notamment au printemps (120 à 150 mm) et un hiver froid (3,5 °C).
Pour la période 1971-2000, la température annuelle moyenne est de 11,9 °C, avec une amplitude thermique annuelle de 15,5 °C. Le cumul annuel moyen de précipitations est de 677 mm, avec 11,1 jours de précipitations en janvier et 7,7 jours en juillet. Pour la période 1991-2020, la température moyenne annuelle observée sur la station météorologique installée dans la commune est de 12,1 °C et le cumul annuel moyen de précipitations est de 622,2 mm,. Pour l'avenir, les paramètres climatiques de la commune estimés pour 2050 selon différents scénarios d'émission de gaz à effet de serre sont consultables sur un site dédié publié par Météo-France en novembre 2022.
| Mois                                  | jan.             | fév.           | mars          | avril           | mai             | juin          | jui.           | août           | sep.           | oct.            | nov.            | déc.             | année      |
| ------------------------------------- | ---------------- | -------------- | ------------- | --------------- | --------------- | ------------- | -------------- | -------------- | -------------- | --------------- | --------------- | ---------------- | ---------- |
| Température minimale moyenne (°C)     | 2,1              | 2              | 4,2           | 6,4             | 9,9             | 13,1          | 15             | 14,6           | 11,5           | 8,7             | 5               | 2,7              | 7,9        |
| Température moyenne (°C)              | 4,7              | 5,2            | 8,3           | 11,3            | 14,8            | 18,2          | 20,4           | 20,2           | 16,5           | 12,6            | 7,9             | 5,2              | 12,1       |
| Température maximale moyenne (°C)     | 7,2              | 8,5            | 12,5          | 16,2            | 19,8            | 23,2          | 25,8           | 25,7           | 21,5           | 16,4            | 10,9            | 7,6              | 16,3       |
| Record de froid (°C) date du record   | −16,8 17.01.1985 | −15 02.02.1956 | −9,4 01.03.05 | −4,3 16.04.1921 | −1,3 07.05.1957 | 3,1 01.06.06  | 6,7 01.07.1922 | 5,6 31.08.1923 | 1,7 20.09.1952 | −3,9 30.10.1955 | −9,6 28.11.1921 | −13,3 29.12.1964 | −16,8 1985 |
| Record de chaleur (°C) date du record | 16,5 27.01.03    | 20,8 27.02.19  | 25,3 31.03.21 | 29,4 16.04.1949 | 35 24.05.1922   | 37,1 21.06.17 | 41,9 25.07.19  | 40 12.08.03    | 35,4 09.09.23  | 31,3 04.10.1921 | 21,8 07.11.15   | 17,3 16.12.1989  | 41,9 2019  |
| Ensoleillement (h)                    | 533              | 852            | 1 529         | 2 025           | 217             | 2 243         | 2 469          | 2 209          | 1 857          | 1 166           | 624             | 639              | 18 313     |
| Précipitations (mm)                   | 46,8             | 42,6           | 44,4          | 44,5            | 63              | 56,1          | 52,9           | 57,9           | 47,4           | 52,8            | 53,4            | 60,4             | 622,2      |

### Voies de communication et transports

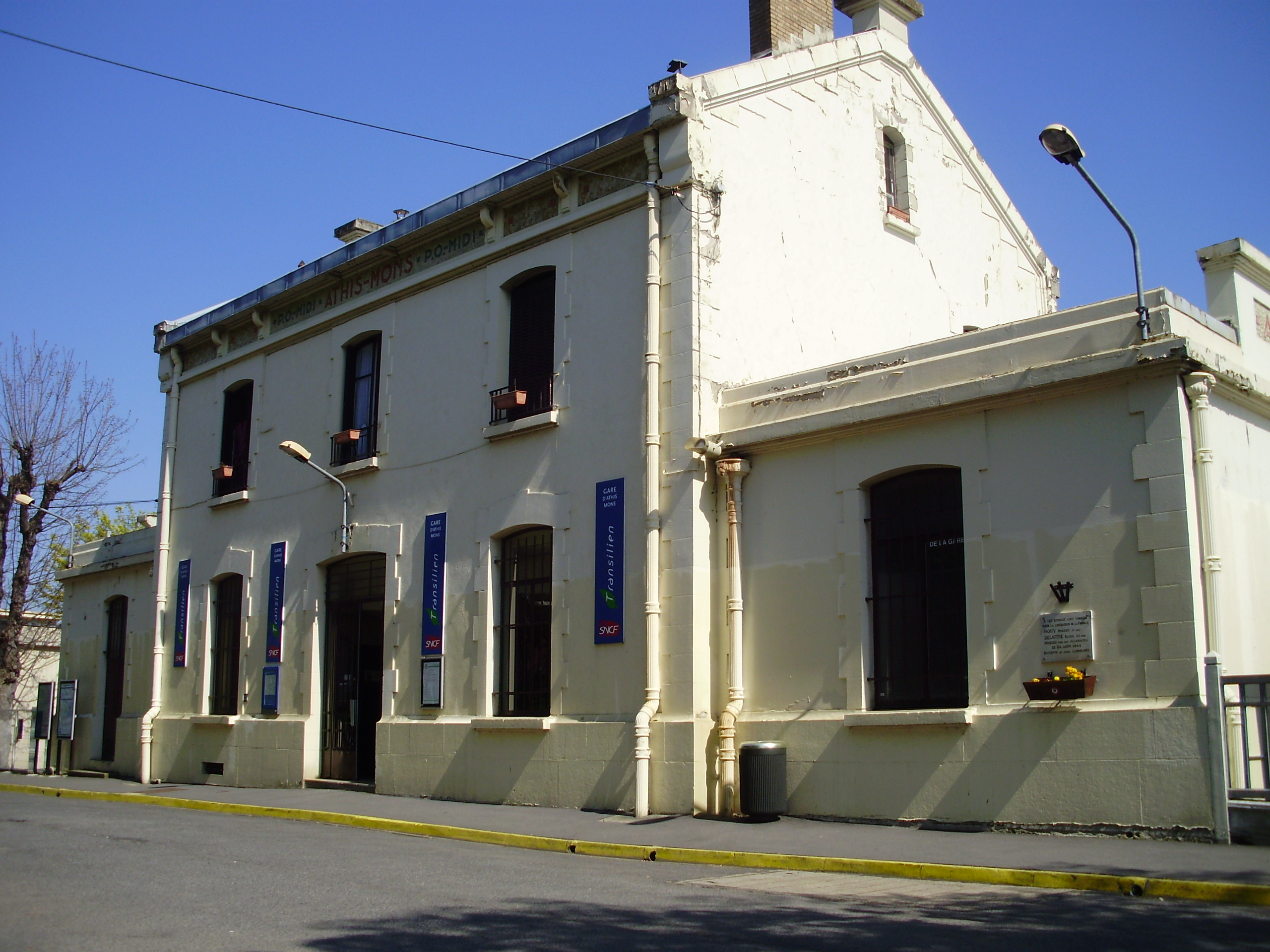
La gare d’Athis-Mons.

Même sans accès portuaire, la Seine représente depuis longtemps et encore aujourd’hui un axe de transport majeur pour la commune.
Suivant son cours, s'y ajoute depuis le XIXe siècle l'importante voie ferrée de la ligne de Grande Ceinture, la commune disposant sur son territoire de la gare d'Athis-Mons et de la majeure partie des voies de l’importante gare de triage de Juvisy toutes deux empruntées par la ligne C du RER d'Île-de-France. Un viaduc enjambant la Seine à hauteur de la commune la relie à la ligne Villeneuve-Saint-Georges - Montargis empruntée aujourd’hui par la ligne D du RER d'Île-de-France .
Depuis décembre 2013, la ligne 7 du tramway d'Île-de-France relie directement Athis-Mons (station Athis-Mons - Porte de l'Essonne) à Villejuif et la Porte d'Italie à Paris ; un prolongement de la ligne devrait deservir trois stations supplémentaires dans la commune. Ce nouveau transport en commun empruntera le second axe majeur de la commune, l’ancienne route nationale 7, dénommée avenue François-Mitterrand ici, qui parcourt deux kilomètres quatre cents mètres de parfaite ligne droite à l’ouest de la commune depuis le carrefour dit « de la Pyramide » à Juvisy-sur-Orge et jusqu'à la limite nord du département. Dans la commune, elle croise par les routes départementales 25 et 118 qui se rejoignent en centre-ville. Venant du sud et longeant la Seine circule aussi la route départementale 29, ces trois axes permettant de rallier le pont de Villeneuve-le-Roi.
Plusieurs lignes d'autobus empruntent les rues de la commune, dont les lignes N31, N131, N133 et N144 du réseau Noctilien assurant la continuité de service nocturne du RER, les lignes 285, 385, 399, 486 et 487 488 du réseau RATP, la ligne 191-100 du réseau de bus Val d'Yerres Val de Seine, la ligne DM8 du réseau de bus Cœur d'Essonne et les lignes 480 et 483 du réseau de bus Seine Grand Orly.
Enfin, depuis les années 1960, 13,6 % de l’emprise au sol de l’aéroport Paris-Orly occupe le territoire d’Athis-Mons, notamment l’extrémité sud de la piste 02/20, la station d’épuration des eaux, les citernes à carburant, le centre de contrôle du trafic aérien pour la région Nord de la direction générale de l'Aviation civile, le musée Delta et la maison de l’Environnement et du Développement durable. La commune est par ailleurs située à trente-six kilomètres au sud-ouest de l’aéroport Paris-Charles-de-Gaulle.

## Urbanisme

### Typologie
Au 1er janvier 2024, Athis-Mons est catégorisée grand centre urbain, selon la nouvelle grille communale de densité à sept niveaux définie par l'Insee en 2022.
Elle appartient à l'unité urbaine de Paris, une agglomération inter-départementale regroupant 407  communes, dont elle est une commune de la banlieue,,. Par ailleurs la commune fait partie de l'aire d'attraction de Paris, dont elle est une commune du pôle principal,. Cette aire regroupe 1 929 communes,.

### Lieux-dits, écarts et quartiers

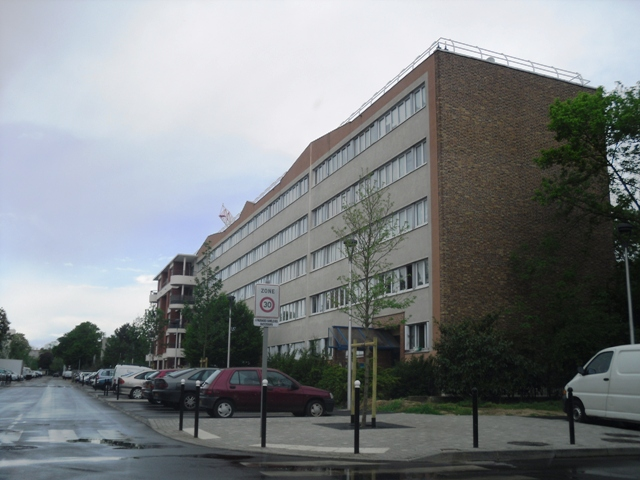
Une barre de la cité du Noyer-Renard.

Réunion de deux communes, Athis-sur-Orge et Mons-sur-Orge au XIXe siècle, Athis-Mons est aujourd’hui divisée en plusieurs quartiers. La municipalité a ainsi découpé la commune en cinq grandes parties, supports à la vie politique locale, Ozonville au nord-ouest, le Val d’Athis au sud en bordure de la Seine et de l’Orge, le quartier de Mons - Plaine basse au nord-est à la frontière avec Ablon-sur-Seine, le quartier du Plateau - Pyramide, au centre-ouest à la frontière avec Juvisy-sur-Orge, encadrant l’ancienne route nationale 7, le quartier résidentiel du Noyer Renard à l’extrême ouest.
S’ajoutent quelques zones d’activités, les Guyards au nord, Édouard-Vaillant au sud-est près de la gare. Plusieurs lieux-dits ont conservé leur appellation, notamment la Butte aux Bergers et la Fosse Prieux au nord à la limite avec l’aéroport, le Coteau des Vignes et le Parc d’Athis sur les berges de l’Orge, d’importants lotissements et résidences ont aussi donné leurs noms à des quartiers, comme la résidence Mozart, les Clos Nollet et le Cottage à l’est, la Cité de l’Air au nord, la Belle Étoile, la base de Paris Terme Sud et les Gravilliers à l’ouest, les Clos Nollet. Aujourd’hui, le vaste grand ensemble du Noyer Renard, le grand ensemble d'Ozonville  la résidence du Clos-Nollet appartenant aux bailleurs CDC Habitat filiale de la caisse des dépôts sont classés comme quartier prioritaire au titre de la politique de la ville du renouvellement urbain. Le quartier du Noyer Renard a reçu en 2011 le prix de la qualité urbaine dans le cadre du projet de rénovation. L’Insee découpe la commune en quatorze îlots regroupés pour l'information statistique (IRIS).

### Habitat
| Logements                                        | Nombre en 2016 | % en 2016 | nombre en 2011 | % en 2011 |
| ------------------------------------------------ | -------------- | --------- | -------------- | --------- |
| Total                                            | 14 258         | 100 %     | 12 686         | 100 %     |
| Résidences principales                           | 13 363         | 93,7 %    | 11 915         | 93,9 %    |
| → Dont HLM                                       | 4 116          | 30,8 %    | 3 502          | 29,4 %    |
| Résidences secondaires et logements occasionnels | 98             | 0,7 %     | 58             | 0,5 %     |
| Logements vacants                                | 797            | 5,6 %     | 712            | 5,6 %     |
| Dont :                                           |                |           |                |           |
| → maisons                                        | 4 689          | 32,9 %    | 4 810          | 37,9 %    |
| → appartements                                   | 9 474          | 66,5 %    | 7 662          | 60,4 %    |

### Projets
En 2017, la commune a acquis des terrains  dans le secteur de la ferme de Mons, destinés à être bâtis par le promoteur Logic-immo, qui prévoit la création de 365 logements disponibles à l’accession à la propriété, dont une partie sera à caractère social.
En 2017, l'EPT Grand-Orly Seine Bièvre a publié des études de requalification urbaine des abords de l'ex-RN7, « occupé par du bâti dégradé, de forme et de qualité différentes », pouvant potentiellement accueillir 1 400 nouveaux logements sur 3,5 hectares.
Le projet d'un nouveau pont sur la Seine entre Vigneux-sur-Seine et Athis-Mons, localisé à Port-Courcel envisagé depuis des décennies, est soumis à concertation par le conseil départemental de l'Essonne en 2019. Ce projet est controversé, certains, favorables à une amélioration de l'offre de transports en commun, critiquant l'ouverture de l'ouvrage au trafic automobile,.

## Toponymie
Atheiae en 1163, Athegiae en 1135, Athiae en 1280, Athysium, Athis, Atis en 1273, Athis-sur-Orge.
Le nom actuel de la commune est issu de la fusion le 6 août 1817 d’Athis et Mons. Le nom d’Athis provient du mot gaulois attegia signifiant « cabane, hutte »,, et du terme français mont signifiant « colline, mont ». Le s final au lieu du t attendu est soit une graphie savante d'après le latin mons étymologique, soit la forme plurielle (ou locative) mons de l'ancien français.

## Histoire

### Les origines
Des pierres taillées et des pointes de javelot du Néolithique attestent d’une occupation humaine dès cette époque. Un sarcophage mérovingien fut découvert lors de fouilles, confirmant la présence d’une seigneurie. La première mention du lieu nommé Athegiam intervint au IXe siècle lors des raids vikings. Au Xe siècle, le nom de Mons fut cité dans l’acte confirmant la donation par Hugues Capet du domaine à l’abbaye Saint-Magloire.

### Deux villages, plusieurs domaines

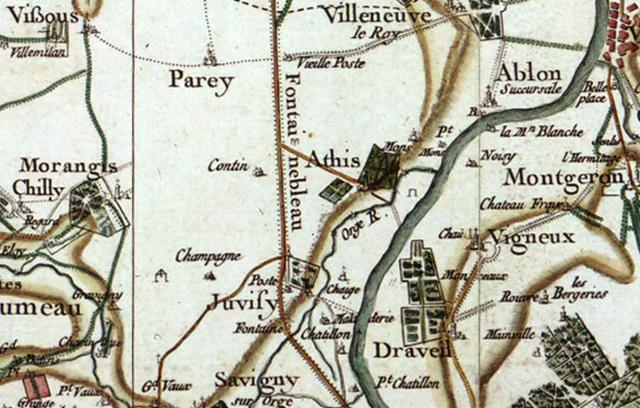
Carte de la région d’Athis au XVIIe siècle par Cassini.

En 1140, l'évêque de Paris Étienne de Senlis confia la paroisse d’Athis à l’ordre des Augustins. De cette époque daterait la construction de l'église Saint-Denis. En mars 1230, le roi Saint-Louis séjourna chez son grand panetier de France, Hugues d'Athis. Le 12 juin 1305 Philippe le Bel adressa une ordonnance au prévôt de Paris. Le 23 juin 1305 fut signé à Athis-sur-Orge le traité d'Athis-sur-Orge, un traité de paix entre la France et la Flandre. Sur la fin du règne de Charles VI, la seigneurie d'Athis appartenait au chevalier de Montenay. Le roi d'Angleterre, en 1423, la donna à Guillaume de Felletemps qui, trahissant à la fois son roi et sa patrie, avait favorisé l'occupation de Paris par les gens du duc de Bourgogne, allié du roi d'Angleterre. Au XVe siècle fut édifié un château seigneurial à Athis, détruit depuis. En 1610, Pierre Viole, président au parlement de Paris, possédait cette terre. Au XVIIe siècle, la famille de La Brousse, propriétaire du domaine, construisit le château d'Athis. En 1743, il fut vendu à Anne Louise Bénédicte de Bourbon, fille du prince de Condé. À cette époque, deux cultures dominaient les terroirs, la vigne sur le coteau de Mons et les céréales sur le plateau d’Athis.

### Fusion et développement
En 1815, les troupes alliées firent beaucoup de dégâts à Athis. En 1817, les deux communes d'Athis-sur-Orge et Mons-sur-Orge fusionnèrent pour devenir Athis-Mons. En 1825 s’installa au Val une importante usine de forge. En 1841 fut construite la ligne Paris - Bordeaux sur les bords de Seine puis, entre 1864 et 1884, la grande gare de triage de Juvisy-sur-Orge qui ouvrit des débouchés à la production locale. En 1865, les jésuites acquirent le château d'Athis pour y installer une école préparatoire à l'école spéciale militaire de Saint-Cyr et l'école polytechnique. En 1880, fut construite une première mairie-école. Les frères des écoles chrétiennes installèrent, en 1882, leur maison-mère au domaine d'Oysonville. Ils y construisirent une chapelle, une école primaire pour garçons et un noviciat. En 1904, avec la loi Combes, puis la séparation de l'Église et de l'État, l'ordre déménagea en Belgique, mais une grande partie des frères restèrent et l'école finit par rouvrir "sous une façade laïque". En 1910, ils hébergèrent les habitants du Val, touchés la crue de la Seine. En 1890, le château d'Avaucourt fut construit. En 1891 fut créé un nouveau quartier, le Cottage pour accueillir les nouveaux arrivants. En 1902 y fut installée une école.
Durant la Première Guerre mondiale, les usines athégiennes (principalement situées dans le quartier Seine) furent, comme partout en France, mises à contribution pour l'effort de guerre. Les usines et forges Bellanger-Frères, dites "Les Bidons", ouvertes en 1896 au 29 quai de l'Industrie, qui construisaient jusqu'alors des contenants pour le transport de produits inflammables, s'orientèrent vers la production d'obus de 75, notamment par de nombreuses "munitionnettes" et des travailleurs coloniaux. La société des forges et laminoirs d'Athis, créée en 1823 le long de la voie ferrée, s'orienta vers la production de pièces d'artillerie et d'aviation, tandis que l'usine Norman et d'Haille, ouverte en 1908, quai de l'Industrie, qui construisait jusqu'alors des engins de travaux publics, se spécialisa dans la production d'excavatrices de tranchées. En 1914, la maison des frères des écoles chrétiennes d'Ozonville devint l'Hôpital auxiliaire pour convalescents militaires (HACM) no 1004, jusqu'au 22 mars 1919. En janvier 1915, la municipalité vote le une subvention pour le "petit drapeau belge" et accueille dans son école des enfants belges, réfugiés. Début 1918, Athis-Mons et Juvisy furent bombardées par des avions Gotha, à plusieurs reprises. Les bombardements des 22 et 23 mai 1918 firent deux victimes à Athis-Mons et d'importants dégâts matériels. La même année, le conseil municipal décida de baptiser quatre rues "Clemenceau", "Foch", "Joffre" et "Pétain" (ces appellations ont disparu depuis). En 1919, monsieur Séjourné, accusé d'avoir profité de la pénurie de bois, dut démissionner de ses fonctions de maire. Onze soldats français, six soldats du Commonwealth, décédés à l'hôpital Saint-Charles à Juvisy ou à l'infirmerie de la gare de Juvisy-Athis triage, reposent dans le carré militaire du cimetière d'Athis-Mons. On y trouve également une tombe collective de soldats allemands. La stèle commémorative "A la mémoire de nos morts qui ne peuvent reposer en terre française" fut ajoutée le 11 novembre 1926.
Dès les années 1920, des hangars à dirigeables furent installés sur le plateau à proximité de l'actuel aéroport. En 1929, la municipalité acheta le château d'Avaucourt pour y installer la mairie.
Durant la Seconde Guerre mondiale, la mairie fut transformée en kommandantur. Au cours de cette période, le couple André et Renée Charpentier se distingua par son humanité au point d'être reconnu en 2010 comme Juste parmi les nations. Le 18 avril 1944, le bombardement du quartier du Val et de la gare de triage fit trois cents morts et quatre mille sinistrés. En 1947, le lycée Saint-Charles de Juvisy-sur-Orge, bombardé, fut transféré à Athis-Mons.
En 1960 fut achevée la grande cité FFF avec mille quatre cent cinquante logements. Construite entre 1958 et 1962, au cœur du tissu pavillonnaire d'Athis-Mons, la cité HLM du Noyer Renard abrite à l’origine une majorité de fonctionnaires, de rapatriés d’Algérie et d'habitants des communes voisines venus s’installer après l’agrandissement de l'aéroport Paris-Orly. À la même époque fut construite la Cité de l'Air réservée au personnel aérien. Le 1er mai 1961 fut inaugurée l’église Notre-Dame-de-la-Voie.

## Politique et administration

### Rattachements administratifs et électoraux
Antérieurement à la loi du 10 juillet 1964, la commune faisait partie du département de Seine-et-Oise. La réorganisation de la région parisienne en 1964 fit que la commune appartient désormais au département de l'Essonne et à son arrondissement de Palaiseau, après un transfert administratif effectif au 1er janvier 1968.
La commune d’Athis-Mons faisait partie de 1801 à 1964 du canton de Longjumeau, date à laquelle elle devient le chef-lieu du canton d'Athis-Mons. Dans le cadre du redécoupage cantonal de 2014 en France, ce canton, dont la commune est toujours membre, est modifié, passant de 2 à 3 communes.
Pour l'élection des députés, la ville fait partie de la septième circonscription de l'Essonne.
L’organisation juridictionnelle rattache les justiciables athégiens au tribunal d’instance et au conseil de prud’hommes de Longjumeau, aux tribunaux de grande instance et de commerce d’Évry et à la cour d'appel de Paris.

### Intercommunalité
La commune était membre fondateur de la communauté de communes Les Portes de l’Essonne, fondée fin 2000 sous le statut de communauté de communes et qui s'est transformée en 2009 en communauté d’agglomération.
Dans le cadre de la mise en place de la Métropole du Grand Paris, les communes de la CALPE ont souhaité rejoindre la métropole,, ce  qui prend effet le 1er janvier 2016
La loi portant nouvelle organisation territoriale de la République du 7 août 2015 prévoit également la création de nouvelles structures administratives regroupant les communes membres de la métropole, constituées d'ensembles de plus de 300 000 habitants, et dotées de nombreuses compétences, les établissements publics territoriaux (EPT).
La commune a donc également été intégrée le 1er janvier 2016 à l'établissement public territorial Grand-Orly Seine Bièvre.

### Tendances et résultats politiques
Athis-Mons, commune historiquement incorporée à la Ceinture Rouge est aujourd’hui encore caractérisée[Quand ?] par son électorat à tendance de gauche et une forte abstention comme en témoignent les derniers résultats de scrutins.
En 2000, le Référendum sur le quinquennat présidentiel fut très largement approuvé mais avec une participation historiquement basse à seulement 28,68 %. En 2001, le maire sortant Marie-Noëlle Lienemann fut réélue avec difficulté à seulement 48,36 % des suffrages, son successeur dépassa lui les 50 % mais avec une participation en baisse. La participation à l’élection présidentielle française de 2002 fut relativement élevée mais le candidat Jean-Marie Le Pen fit dans la commune un score supérieur au reste du département.
Dans la commune, la victoire aux législatives de 2002 revint au candidat socialiste, contrairement au reste de la circonscription qui élu le candidat sortant UMP. En 2004, les élections cantonales et régionales furent dans la commune largement remportées par les candidats socialistes, de la même façon, le scrutin européen fut très largement en faveur du candidat socialiste avec seize points d’écarts devant son adversaire. Le Référendum français sur le traité établissant une constitution pour l'Europe fut largement désapprouvé alors même que les Athégiens avaient approuvé à une courte majorité le traité de Maastricht en 1992.
Lors des législatives de 2007, ce sont une nouvelle fois les candidats socialistes qui arrivèrent en tête dans la commune, contrairement aux résultats nationaux et de la circonscription. C’est toutefois le candidat de l’UMP qui arriva en tête des européennes de 2009, les électeurs plaçant le candidat socialiste en seconde position. Le président socialiste du conseil régional sortant Jean-Paul Huchon fut une fois encore largement réélu lors des régionales de 2010 avec une participation presque correcte[C'est-à-dire ?].
En 2010, des sections de l’Union pour un mouvement populaire, du MoDem sont présentes dans la commune.
Plus récemment, la droite arrive toutefois à remporter des victoires dans les scrutins locaux comme aux municipales de 2014 (en dépit d'une triangulaire avec le FN) ainsi qu'aux départementales qui ont suivi (2015).
Élections présidentielles
Résultats des deuxièmes tours
- élection présidentielle de 2002 : 82,63 % pour Jacques Chirac (RPR), 17,37 % pour Jean-Marie Le Pen (FN), 77,54 % de participation[64].
- élection présidentielle de 2007 : 51,91 % pour Ségolène Royal (PS), 48,09 % pour Nicolas Sarkozy (UMP), 80,27 % de participation[65].
- élection présidentielle de 2012 : 59,03 % pour François Hollande (PS), 40,97 % pour Nicolas Sarkozy (UMP), 80,45 % de participation[66].
- Election présidentielle de 2017: 72.5% pour Emmanuel Macron (LREM), 27,5% pour Marine le Pen (FN), 72,93% de participation.

Élections législatives
Résultats des deuxièmes tours
- élections législatives de 2002 : 50,06 % pour Gabriel Amard (PS), 49,94 % pour Jean Marsaudon (UMP), 57,06 % de participation[67].
- élections législatives de 2007 : 54,01 % pour Simone Mathieu (PS), 45,99 % pour Jean Marsaudon (UMP), 51,07 % de participation[68].
- élections législatives de 2012 : 58,82 % pour Éva Sas (EÉLV), 41,18 % pour Françoise Briand (UMP), 50,90 % de participation[69].

Élections européennes
Résultats des deux meilleurs scores
- élections européennes de 2004 : 28,62 % pour Harlem Désir (PS), 12,61 % pour Patrick Gaubert (UMP), 38,90 % de participation[70].
- élections européennes de 2009 : 24,63 % pour Michel Barnier (UMP), 18,83 % pour Harlem Désir (PS), 37,90 % de participation[71].
- élections européennes de 2014 : 22,64 % pour Aymeric Chauprade (FN), 18,43 % pour Alain Lamassoure (UMP), 36,29 % de participation[72].
- Elections européennes de 2019 : 20.13% pour Jordan Bardella (RN), 19.16% pour Nathalie Loiseau (LREM), 43,48% de participation

Élections régionales
Résultats des deux meilleurs scores 
- élections régionales de 2004 : 53,67 % pour Jean-Paul Huchon (PS), 31,23 % pour Jean-François Copé (UMP), 62,56 % de participation[73].
- élections régionales de 2010 : 64,42 % pour Jean-Paul Huchon (PS), 35,58 % pour Valérie Pécresse (UMP), 45,95 % de participation[74].
- élections régionales de 2015 : 45,65 % pour Claude Bartolone (PS), 36,51 % pour Valérie Pécresse (LR), 50,37 % de participation[75].

Élections cantonales et départementales
Résultats des deuxièmes tours 
- élections cantonales de 2004 : 69,80 % pour Patrice Sac (PS), 30,20 % pour Bernard Pinguet (FN), 62,74 % de participation[76].
- élections cantonales de 2011 : 66,25 % pour Patrice Sac (PS), 33,75 % pour Audrey Guibert (FN), 43,80 % de participation[77].
- élections départementales de 2015 : 50,61 % pour Pascal Picard et Christine Rodier (LR), 49,39 % pour Sylvie Clerc (PCF) et Patrice Sac (PS), 43,22 % de participation[78].

Élections municipales
Résultats des deuxièmes tours
- élections municipales de 2001 : 48,36 % pour Marie-Noëlle Lienemann (PS), 30,72 % pour Jacques Gering (UDF), 58,95 % de participation[79].
- élections municipales de 2008 : 54,10 % pour François Garcia (PS), 34,58 % pour Christine Rodier (UMP), 55,90 % de participation[80].
- élections municipales de 2014 : 46,59 % pour Christine Rodier (LR), 44,22 % pour François Garcia (PS), 55,43 % de participation[81].

- élections municipales de 2020 : 49,04 % pour Jean-Jacques Grousseau (PS, 37,18 % pour Christine Rodier, maire sortante (LR), 40,5 % de participation[82].

Référendums
- Référendum de 2000 relatif au quinquennat présidentiel : 72,80 % pour le Oui, 27,20 % pour le Non, 28,68 % de participation[83].
- Référendum de 2005 relatif au traité établissant une Constitution pour l’Europe : 56,95 % pour le Non, 43,05 % pour le Oui, 63,78 % de participation[84].

### Politique locale
Christine Rodier, élue maire (UMP → LR) au second tour des élections municipales de 2014 dans l'Essonne, voit sa majorité s'éroder avec le passage de 8 maire-adjoints ou conseillers municipaux dans l'opposition en 2017, critiquant « l'autoritarisme de la maire » et « l'opacité de l'administration »,. Julien Dumaine, maire adjoint de Christine Rodier de 2014 à 2017 et élu face à elle au conseil métropolitain en février 2017 (DVD), a annoncé sa candidature contre elle lors des municipales de 2020.
Christine Rodier voit médiatisée sa décision de refuser la scolarisation de 28 enfants de réfugiés syriens, malgré une décision de justice, justifiant sa décision en estimant qu'il serait impossible d’insérer ces enfants, dont les familles occupent illégalement des pavillons depuis 2015, dans un processus scolaire classique.
Christine Rodier voit médiatisée la question de la légalité du montant des indemnités des élus de sa majorité. Par un jugement du Tribunal administratif de Versailles de septembre 2019 porté par Julien Dumaine (DVD), la délibération du conseil municipal du 20 septembre 2017 fixant le montant des indemnités des élus de la majorité est annulée. En effet ce montant dépassait le montant maximal légalement autorisé mentionné au II de l'article L. 2123-24 du Code Général des Collectivités Territoriales. Sa liste est battue au second tour des municipales de 2020 par celle menée par le socialiste Jean-Jacques Grousseau, celle-ci ayant refusé par principe tout accord avec Julien Dumaine (DVD) en déposant sa liste dès le lendemain du premier tour,.

### Politique de développement durable
La ville a engagé une politique de développement durable en lançant une démarche d'Agenda 21 en 2005.

### Jumelages
| Athis-Mons Ballina Rothenburg ob der Tauber Sinaia Sora |

Athis-Mons a développé des associations de jumelage avec :
- Ballina (Irlande) depuis 1993, en anglais Ballina et Béal an Átha en  irlandais, située à 1 001 kilomètres[112] ;
- Rothenburg ob der Tauber (Allemagne) depuis 1976, en allemand Rothenburg ob der Tauber, située à 573 kilomètres[113] ;
- Sinaia (Roumanie) depuis 1994, située à 1 790 kilomètres[114] ;
- Sora (Italie) depuis 1992, en italien Sora, située à 1 172 kilomètres[115].

## Population et société

### Démographie
Les habitants sont nommés les Athégiens.

#### Évolution démographique
L'évolution du nombre d'habitants est connue à travers les recensements de la population effectués dans la commune depuis 1793. Pour les communes de plus de 10 000 habitants les recensements ont lieu chaque année à la suite d'une enquête par sondage auprès d'un échantillon d'adresses représentant 8 % de leurs logements, contrairement aux autres communes qui ont un recensement réel tous les cinq ans,.

En 2022, la commune comptait 36 451 habitants, en évolution de +8,19 % par rapport à 2016 (Essonne : +2,89 %, France hors Mayotte : +2,11 %).
| 1793 | 1800 | 1806 | 1821 | 1831 | 1836 | 1841 | 1846 | 1851 |
| ---- | ---- | ---- | ---- | ---- | ---- | ---- | ---- | ---- |
| 338  | 423  | 435  | 690  | 690  | 724  | 705  | 803  | 771  |

| 1856 | 1861 | 1866 | 1872 | 1876 | 1881  | 1886  | 1891  | 1896  |
| ---- | ---- | ---- | ---- | ---- | ----- | ----- | ----- | ----- |
| 788  | 780  | 854  | 910  | 976  | 1 038 | 1 333 | 1 591 | 2 027 |

| 1901  | 1906  | 1911  | 1921  | 1926  | 1931   | 1936   | 1946  | 1954   |
| ----- | ----- | ----- | ----- | ----- | ------ | ------ | ----- | ------ |
| 2 612 | 3 494 | 4 627 | 6 116 | 7 969 | 10 033 | 10 962 | 8 414 | 14 120 |

| 1962   | 1968   | 1975   | 1982   | 1990   | 1999   | 2006   | 2011   | 2016   |
| ------ | ------ | ------ | ------ | ------ | ------ | ------ | ------ | ------ |
| 24 004 | 27 640 | 30 737 | 28 496 | 29 123 | 29 427 | 30 615 | 29 831 | 33 691 |

| 2021   | 2022   | - | - | - | - | - | - | - |
| ------ | ------ | - | - | - | - | - | - | - |
| 36 222 | 36 451 | - | - | - | - | - | - | - |

Auparavant distincts, Athis-sur-Orge et Mons-sur-Orge étaient à leurs créations en 1793 des villages comparables démographiquement avec approximativement trois-cents habitants chacun, ils connurent une évolution linéaire semblable jusqu’à la fusion intervenue en 1817.
Le premier recensement commun fut celui de 1821, il montre une première baisse de la population comparativement à la somme virtuelle des deux entités précédentes. La reprise de la progression n’intervint qu’à partir de 1836 avant une période de variation chaotique du nombre d’habitants jusqu’à la date de 1872 qui marqua le dépassement des neuf-cents résidents puis 1881 celui des mille habitants.
Dès lors la progression se fit constante et relativement rapide avec le début des lotissements ouvriers puis des premiers grands ensembles dès le début du XXe siècle[Passage problématique]. Le cap des dix-mille habitants fut ainsi franchi en 1931 avant que la commune ne subisse de lourde perte consécutive au conflit et aux bombardements de 1944, lui faisant perdre près de deux-mille-cinq-cents personnes au cours de la Seconde Guerre mondiale.
La forte poussée démographique de l’après-guerre et le développement rapide de l’aéroport de Paris-Orly voisin fit exploser le nombre d’habitants, la commune passant en l’espace de seize ans de huit-mille habitants à plus de vingt-quatre-mille. Le développement se poursuivit jusqu’à la fin des années 1970 avant une nouvelle baisse sous la barre des trente-mille résidents en 1982 et une progression plus mesurée pour dépasser à nouveau ce cap en 2006.
Avec 12,5 % de la population municipale de nationalité étrangère en 1999, l’immigration compte pour une part relativement importante dans cette croissance démographique. Ainsi, 3,3 % de la population était de nationalité portugaise, 2,3 % algérienne, 1,7 % marocaine, 0,9 % turque, 0,6 % tunisienne et italienne et 0,3 % espagnole.

#### Pyramide des âges
La population de la commune est relativement jeune.
En 2018, le taux de personnes d'un âge inférieur à 30 ans s'élève à 41,4 %, soit au-dessus de la moyenne départementale (39,9 %). À l'inverse, le taux de personnes d'âge supérieur à 60 ans est de 17,9 % la même année, alors qu'il est de 20,1 % au niveau départemental.
En 2018, la commune comptait 17 218 hommes pour 17 883 femmes, soit un taux de 50,95 % de femmes, légèrement inférieur au taux départemental (51,02 %).
Les pyramides des âges de la commune et du département s'établissent comme suit.
| Hommes | Classe d’âge | Femmes |
| ------ | ------------ | ------ |
| 0,4    | 90 ou +      | 1,0    |
| 4,9    | 75-89 ans    | 5,9    |
| 11,6   | 60-74 ans    | 11,8   |
| 18,4   | 45-59 ans    | 17,2   |
| 22,6   | 30-44 ans    | 23,4   |
| 18,3   | 15-29 ans    | 18,7   |
| 23,8   | 0-14 ans     | 21,9   |

| Hommes | Classe d’âge | Femmes |
| ------ | ------------ | ------ |
| 0,5    | 90 ou +      | 1,4    |
| 5,4    | 75-89 ans    | 7,2    |
| 12,9   | 60-74 ans    | 13,9   |
| 20     | 45-59 ans    | 19,4   |
| 19,9   | 30-44 ans    | 20,1   |
| 20     | 15-29 ans    | 18,2   |
| 21,3   | 0-14 ans     | 19,8   |

### Enseignement

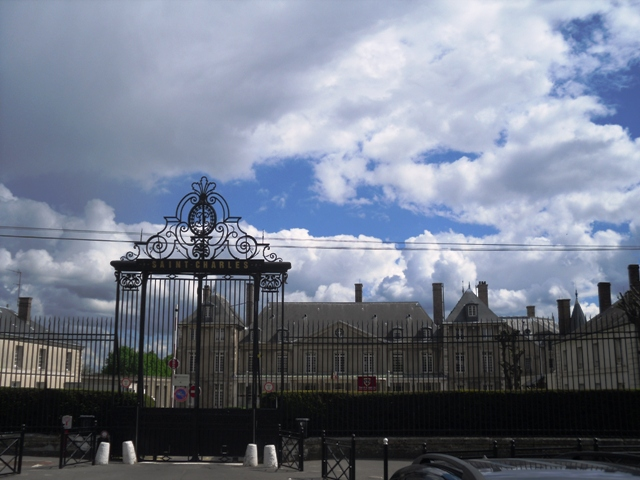
L’établissement privé Saint-Charles.

Les établissements scolaires d’Athis-Mons dépendent de l’académie de Versailles.
En 2010, la commune dispose sur son territoire des écoles maternelles Pauline-Kergomard, Jean-de-La-Fontaine, Charles-Perrault, Albert-Calmette, La Rougette et Jacques-Prévert, des écoles élémentaires Édouard-Branly, Camille-Flammarion, Jean-Jaurès, Louis-Pasteur, Pierre-et-Marie-Curie des écoles primaires Jules-Ferry et Antoine-de-Saint-Exupéry.
Toujours en 2010, la poursuite d’études s’effectue ensuite dans les établissements secondaires de la commune, les collèges Wolfgang-Amadeus-Mozart et Michel-Richard-de-Lalande et les lycées Marcel-Pagnol et Clément-Ader.
En matière d'enseignement privé catholique, s’ajoute le groupe scolaire Saint-Charles sous contrat avec l’État et sous tutelle diocésaine qui dispense les cours du primaire et secondaire. Un second établissement privé supérieur en rapport direct avec les activités aéroportuaires voisines est constitué par le centre Interlines des Guyards chargé de former les futurs personnels navigants commerciaux.
En 2010, les nourrissons sont accueillis dans les crèches collectives La Farandole et La Prairie, dans les crèches familiales La Sarabande et Robert-Doisneau, dans la crèche parentale Tricotin-et-Barbotine et dans la crèche interentreprises des P’tits-Loup’ings réservées aux parents travaillant en horaires décalés, trois haltes garderies complètent l’offre, Henri-Matisse, les Lutins et L’Aquarelle.
Les écoles servent aussi de centres de loisirs, ils sont complétés par l’espace enfants René-Goscinny et les ludothèques du Val et La Marelle.

### Santé

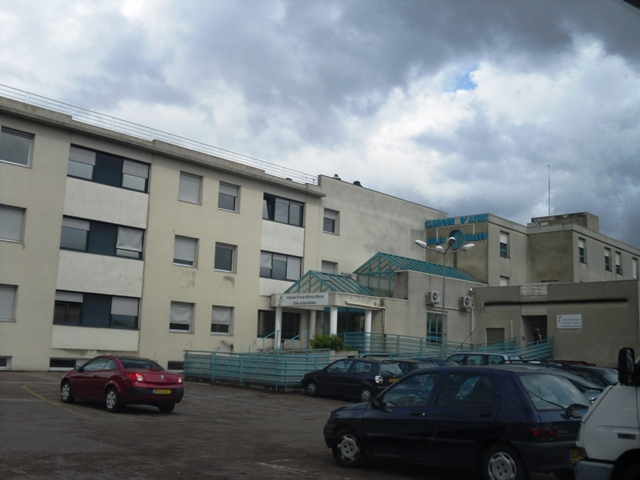
Le site Jules-Valles de l’hôpital privé.

En 2010, Athis-Mons offre sur son territoire un hôpital privé disposant d’un pôle chirurgical et d’une maternité et de centres spécialisés en imagerie médicale et hémodialyse.
S’ajoutent la maison de retraite des frères des écoles chrétiennes, l’établissement d'hébergement pour personnes âgées dépendantes Sainte-Geneviève du Moulin vert, les résidences pour personnes âgées Arpage et Jean-Rostand. La commune accueille aussi l’établissement ou service d'aide par le travail des Guyards destiné à la réinsertion d’un public handicapé.
Elle dispose aussi de deux centres de protection maternelle et infantile à Ozonville et en centre-ville et d’un centre de planification familiale.
En 2010, quarante-neuf médecins libéraux exercent dans la commune ; quatorze chirurgiens-dentistes et douze pharmacies complètent l’offre médicale.

### Culture

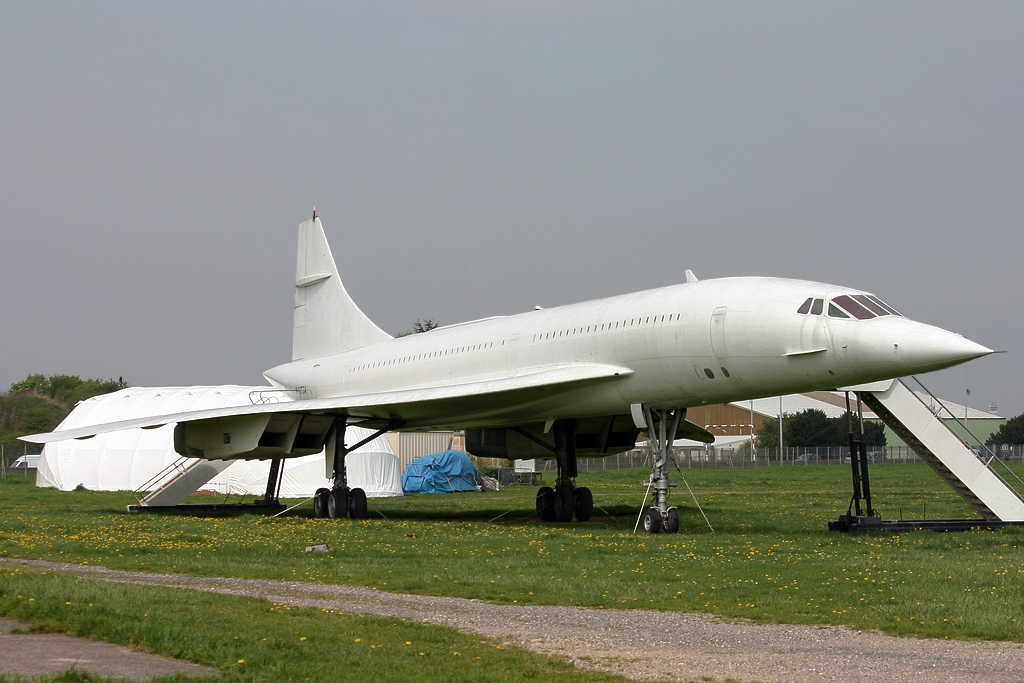
Concorde 102 F-WTSA au musée Delta.

En 2010, Athis-Mons dispose de plusieurs installations permettant la pratique culturelle, dont la salle de cinéma Lino-Ventura classée Art et Essai, le théâtre de verdure d’Avaucourt, la médiathèque Simone-de-Beauvoir et ses annexes René-Goscinny et du Val, le conservatoire intercommunal de musique, de danse et de théâtre et plusieurs salles polyvalentes dont les espaces Edmond-Michelet, Jean-Monnet, des Clos et Coluche, le kiosque d’Ozonville.
La commune accueille aussi sur son territoire la Maison de banlieue et de l’architecture retraçant l’histoire du pavillon de banlieue et sur l’espace de l’aéroport le musée Delta consacré à l’histoire de l’aile Delta.

### Sports

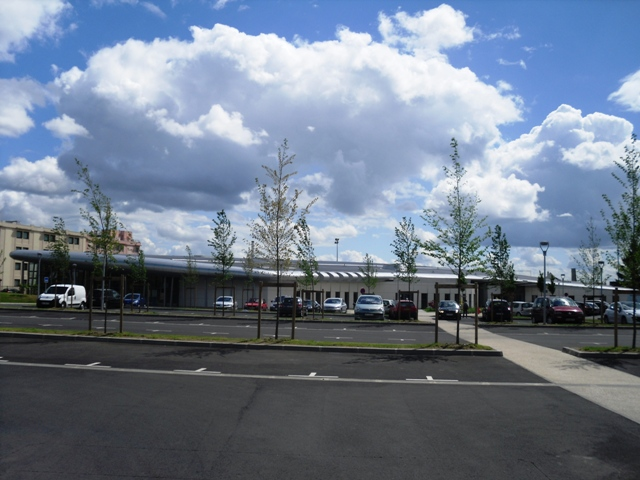
Le centre aquatique.

En 2010, la commune dispose sur son territoire de diverses installations sportives permettant la pratique, par ordre d’importance on trouve le centre aquatique intercommunal avec trois bassins de respectivement cinq-cent-vingt-cinq, deux-cent et cent soixante-quinze mètres carrés, le stade Auguste-Delaune équipé d’un terrain de football, d’un terrain de basket-ball, d’un plateau d’évolution, de courts de tennis, d’une piste d'athlétisme, d’un boulodrome et d’une salle polyvalente, le stade de la Cité-de-l’Air avec deux terrains de football, un terrain de basket-ball et un stand de tir à l'arc, le stade Robert-Barran équipé de deux terrains de rugby à XV, le centre tennistique Louis Thomas[Lequel ?] avec dix courts dont deux couverts, un club de voile (YCAM), les gymnases Pierre-de-Coubertin, Georges-Hébert, George- Carpentier et Georges-Argant, les boulodromes Jean-Morand et d’Ozonville, les terrains de football Carpentier et du Noyer Renard, les terrains de basket-ball Delalande, du Noyer Renard et d’Avaucourt.

### Autres services publics

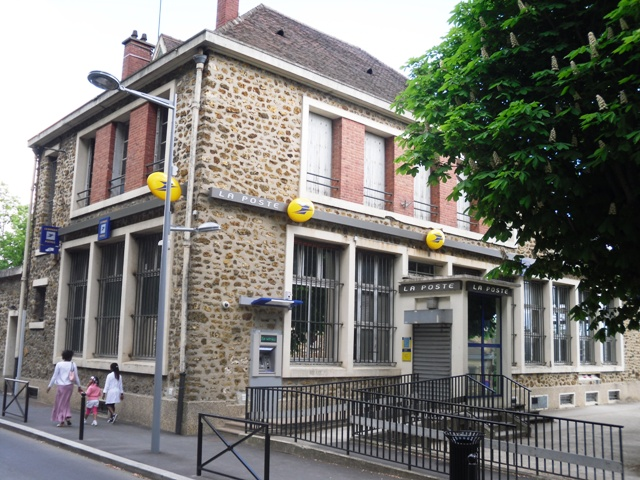
Le bureau de poste du centre-ville.

En 2010, outre les services municipaux, trois bureaux de poste sont installés dans la commune, un à Ozonville, et deux dans les quartiers du Val et du Noyer Renard.
La commune dispose  d’un centre d’information jeunesse, d’une maison de justice et du droit et d’une permanence du délégué du médiateur de la République,
On note également une antenne de la Caisse d’allocations familiales, une antenne de la Caisse primaire d'assurance maladie, une antenne du Pôle emploi et une trésorerie principale.
Compte tenu de la proximité de l'aéroport d'Orly, Athis-Mons abrite le centre Nord de la direction générale de l'Aviation civile et le centre en route de la navigation aérienne Nord,
La sécurité des lieux est assurée par le centre de secours mixte communal et le commissariat de police local.

### Lieux de culte
La paroisse catholique d'Athis-Mons dépend du secteur pastoral du Val de Seine-Juvisy et du diocèse d'Évry-Corbeil-Essonnes. Elle dispose sur son territoire des églises Saint-Denis, Sainte-Geneviève, Notre-Dame-de-la-Voie et Notre-Dame-de-l'Air.
Deux lieux de culte musulman sont implantés, une salle de prière dans le foyer Sonacotra et une mosquée gérée par l’association socio-culturelle maghrébine.
Une église dite « apostolique » et l’église des compagnons de Jésus représentent le culte protestant ; la synagogue Beth-Gabriel rassemble la communauté juive.

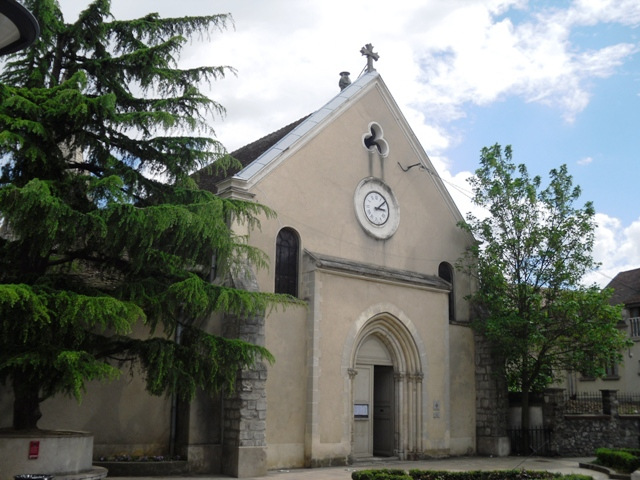
L’église Saint-Denis.
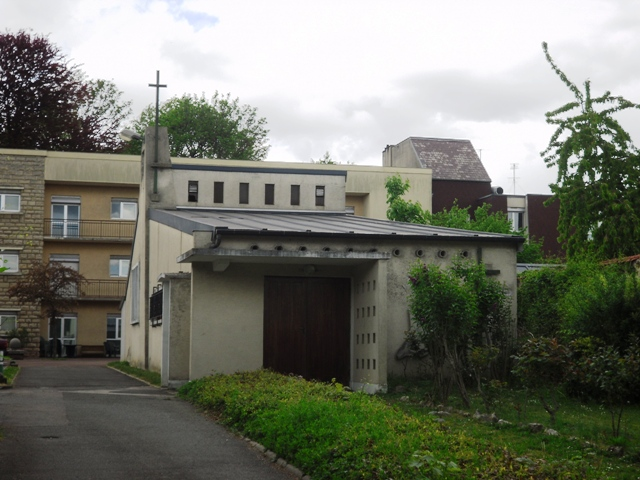
L’église Sainte-Geneviève.
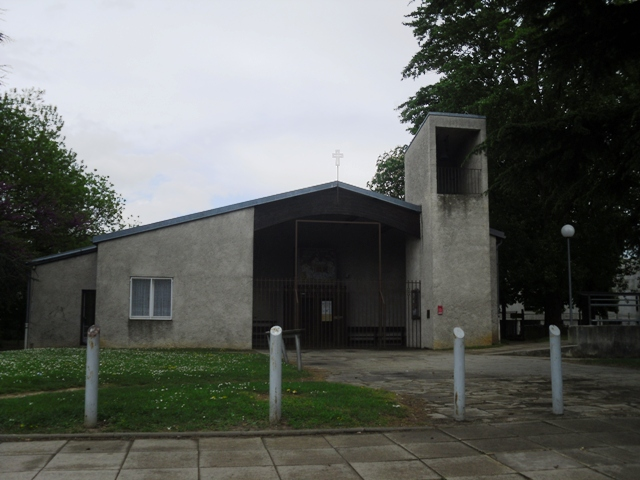
L’église Notre-Dame-de-l’Air.
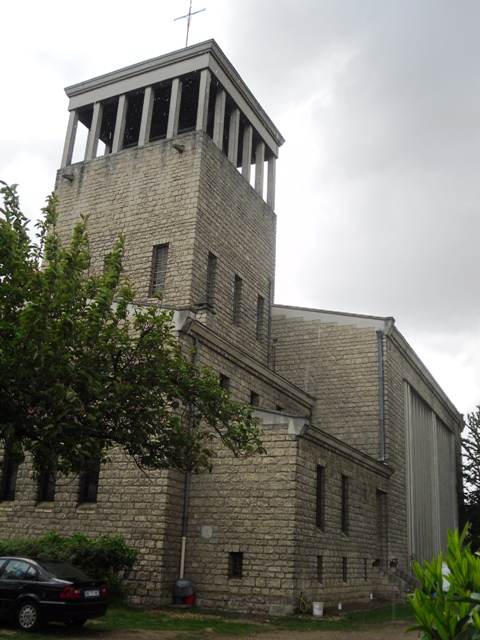
L’église Notre-Dame-de-la-Voie.
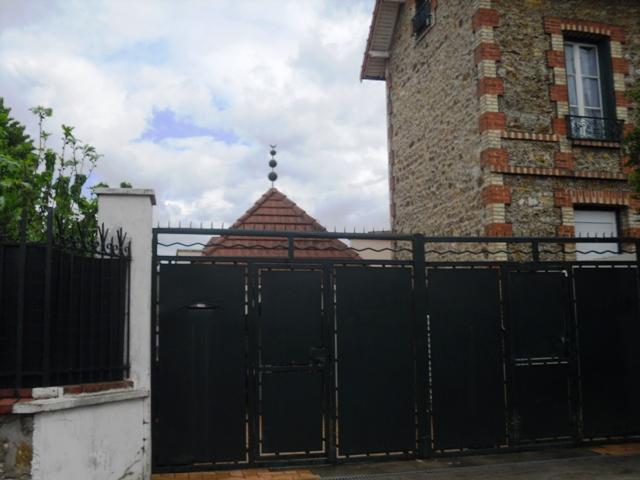
La mosquée.

### Médias
La commune est située dans le bassin d’émission des chaînes de télévision France 3 Paris Île-de-France Centre, IDF1 et Téléssonne intégré à Télif. L’hebdomadaire Le Républicain relate les informations locales dans son édition Nord-Essonne comme la station de radio EFM.

## Économie

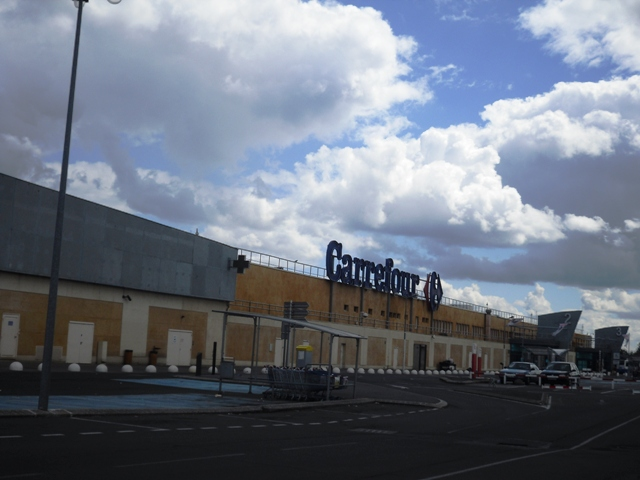
Le centre commercial Carrefour.

Hormis la partie occupée par les installations aéroportuaires, le territoire d’Athis-Mons est majoritairement résidentiel. La commune est intégrée par l’Insee à la zone d’emploi d’Orly qui comptait en 2006 trente communes et 469 279 habitants, les Athégiens représentant 6,52 % du total. Dans ce bassin d’emploi, 211 488 personnes occupaient un emploi et 7,2 % de la population était au chômage. Dans la commune seule, ce taux était fixé à 9,9 %, la population active était évaluée à 15 543 personnes mais la commune ne disposait sur son territoire que de 9 072 emplois et 963 entreprises, conduisant 79,3 % des actifs à travailler en dehors de la commune. Elle a développé au nord la zone d'activité des Guyards et en bordure de Seine la zone Édouard-Vaillant et la zone industrielle des Bords de Seine. En outre, les abords de l’ancienne route nationale 7 sont traditionnellement occupés par de grandes enseignes commerciales, dont un grand centre commercial Carrefour aux abords de l’aéroport. Implanté sur le territoire de l’aéroport se trouve le dépôt de carburant à usage des avions, classé au titre de la directive Seveso. S’ajoute l’entreprise de conditionnement Suprex inscrite au registre français des émissions polluantes pour ses prélèvements en eau potable du réseau et le centre de traitement des déchets Revival. Placée à proximité immédiate de l’aéroport, trois hôtels sont implantés dans la commune et totalisent cent-soixante-treize chambres. Un marché se tient chaque jeudi et dimanche matin dans le quartier de Gravilliers.

### Emplois, revenus et niveau de vie
Commune francilienne, urbanisée et à majorité résidentielle, elle se distingue par sa sociologie avec une quasi-absence d’agriculteurs, un relatif déficit d’artisans, commerçants ou chefs d’entreprise et une plus forte proportion de cadres et employés que dans le reste de la zone d’emploi, contrastant avec une moindre présence d’ouvriers et de professions intermédiaires. Logiquement, l’agriculture, l’industrie et la construction sont quasiment absente du paysage économique local, dominé par le commerce. Seulement 68,3 % de la population était active et occupait un emploi avec un statut de salarié dans 91,4 % des cas, 82,1 % des employés de plus de quinze ans disposait d’un contrat à durée indéterminée ou était titulaires de la fonction publique. Ainsi, peu de différences existent entre les habitants, seulement 71,3 % des foyers étaient imposés, le revenu net imposable moyen était fixé à 23 232 euros et seulement 46,5 % de la population était propriétaire de son logement, un appartement dans 59,9 % des cas. Le revenu fiscal médian par ménage était en 2006 de 18 296 euros, ce qui plaçait Athis-Mons au 6 680e rang parmi les 30 687 communes de plus de cinquante ménages en métropole et au cent-soixante-seizième départemental. En 2010, le revenu fiscal médian par ménage était de 32 045 €, ce qui plaçait Athis-Mons au 10 631e rang parmi les 31 525 communes de plus de 39 ménages en métropole.
| Répartition des emplois par catégories socioprofessionnelles en 2006. |              |                                           |                                                   |                            |                          |                           |
|                                                                       | Agriculteurs | Artisans, commerçants, chefs d’entreprise | Cadres et professions intellectuelles supérieures | Professions intermédiaires | Employés                 | Ouvriers                  |
| Athis-Mons                                                            | 0,1 %        | 4,3 %                                     | 20,0 %                                            | 26,0 %                     | 31,9 %                   | 17,7 %                    |
| Zone d’emploi d’Orly                                                  | 0,1 %        | 4,6 %                                     | 15,2 %                                            | 27,8 %                     | 30,3 %                   | 22,1 %                    |
| Moyenne nationale                                                     | 2,2 %        | 6,0 %                                     | 15,4 %                                            | 24,6 %                     | 28,7 %                   | 23,2 %                    |
| Répartition des emplois par secteurs d’activités en 2006.             |              |                                           |                                                   |                            |                          |                           |
|                                                                       | Agriculture  | Industrie                                 | Construction                                      | Commerce                   | Services aux entreprises | Services aux particuliers |
| Athis-Mons                                                            | 0,2 %        | 4,1 %                                     | 3,6 %                                             | 14,5 %                     | 10,8 %                   | 8,4 %                     |
| Zone d’emploi d’Orly                                                  | 0,5 %        | 8,1 %                                     | 7,2 %                                             | 15,0 %                     | 14,3 %                   | 6,3 %                     |
| Moyenne nationale                                                     | 3,5 %        | 15,2 %                                    | 6,4 %                                             | 13,3 %                     | 13,3 %                   | 7,6 %                     |
| Sources : Insee                                                       |              |                                           |                                                   |                            |                          |                           |

## Culture locale et patrimoine

### Lieux et monuments

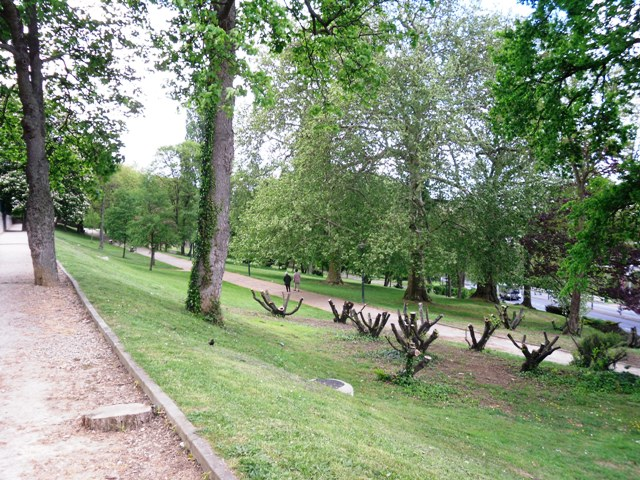
Le parc d’Avaucourt.

Sur le territoire communal, un total de soixante-quatre hectares étaient occupés par des parcs et jardins, dont le plus important est constitué par le parc d’Avaucourt, ancien parc du château seigneurial en centre-ville, prolongé au nord par la résidence du Parc et à l’ouest par le parc d’Ozonville. Ils constituent avec le coteau des Vignes plus au sud un espace naturel sensible protégé par le conseil général.
Dans le cadre de sa politique environnemental, Aéroports de Paris, société gestionnaire de l’aéroport de Paris-Orly voisin a installé sur le territoire commun une maison de l’environnement et du développement durable.

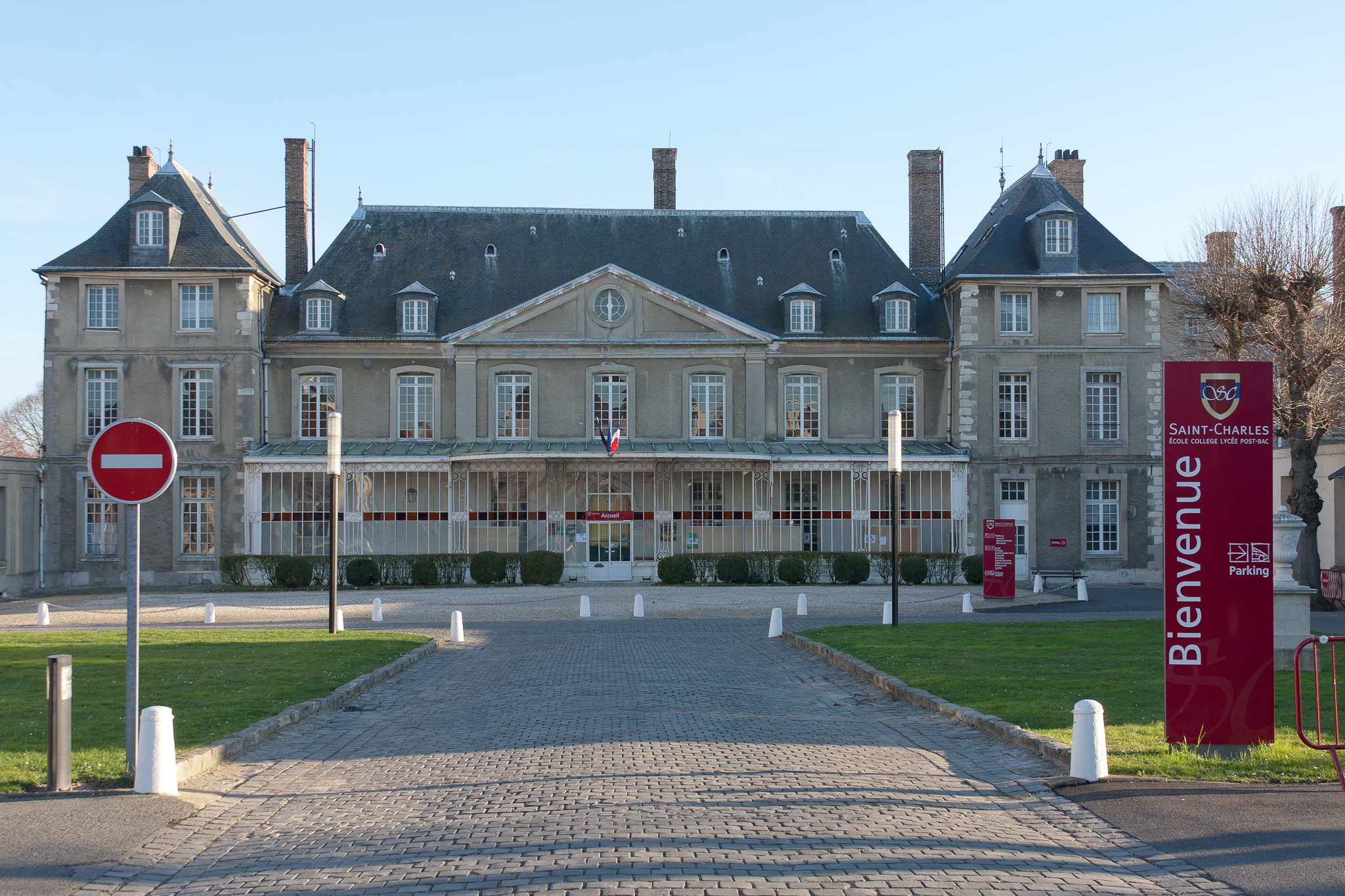
Le château d’Athis.

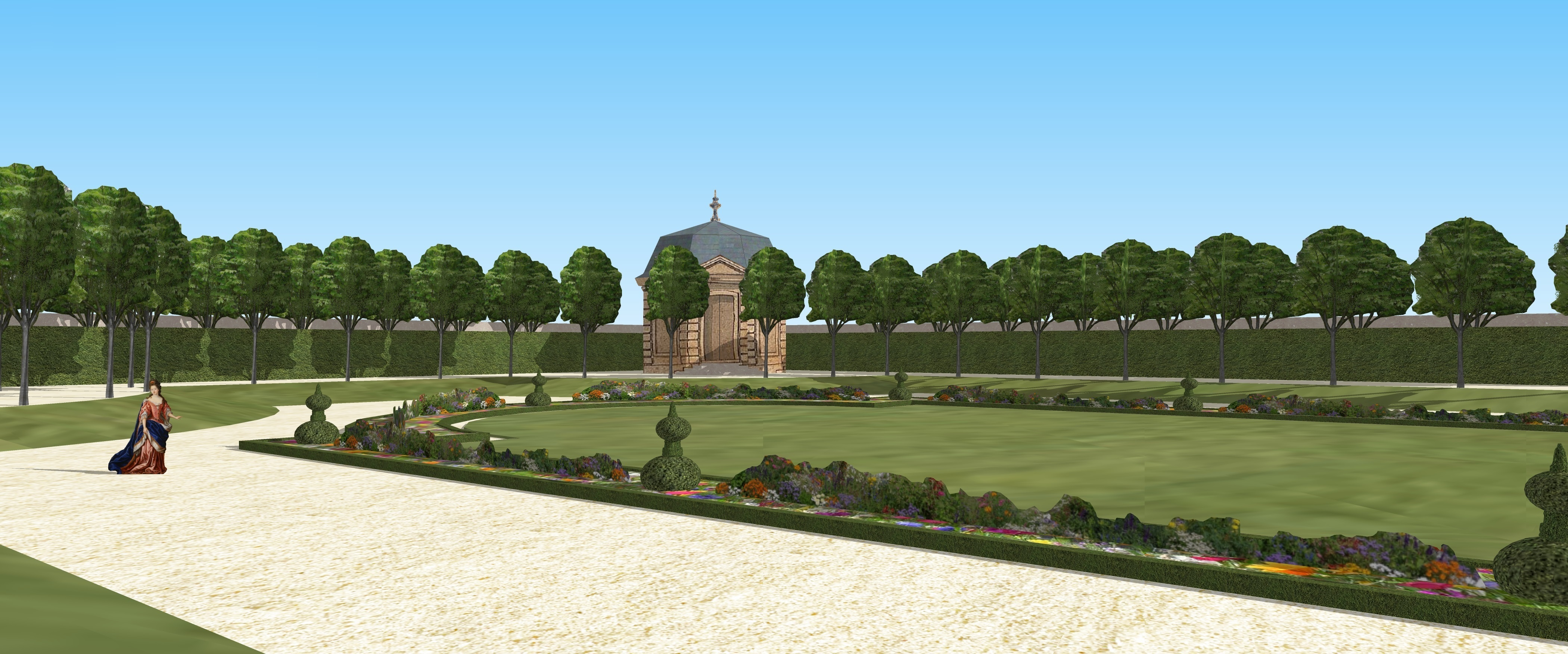
Restitution du pavillon de Flore du château d'Ozonville, à Athis Mons (91), 1736.

Le château d'Athis, occupé par l’établissement scolaire Saint-Charles, construit au XVIIe siècle, remanié et agrandi aux siècles suivants, est finalement inscrit aux monuments historiques le 19 octobre 1928.
L’église paroissiale Saint-Denis est l’ancienne église priorale d’un prieuré dépendant de l’abbaye Saint-Victor de Paris, fondé en 1140 et dissous en 1792. Depuis sa fondation, l’édifice a été grandement remanié : nef reconstruite et adjonction de chapelles au XVIIIe siècle, façade refaite au XIXe siècle dans le style néogothique. Les seules parties romanes subsistantes (la tour-clocher coiffée d’une flèche de pierre, et le chœur) ont également été fortement restaurées à la fin du XIXe siècle par le service des monuments historiques (classement du clocher en 1840). Quant aux bâtiments prioraux, accolés à l’église, ils ont subi divers remaniements, restructurations et réaffectations au fil des siècles.
L’actuel hôtel de ville, perché au sommet du coteau de la vallée de la Seine, occupe l’ancien château d’Avaucourt construit à la fin du XIXe siècle.
L’ancien château d’Ozonville est actuellement occupé par une maison de retraite.
À Mons, subsiste la grange de l’ancienne ferme seigneuriale de Mons, dont la charpente a été datée du XVe siècle.

### Personnalités liées à la commune

#### Citoyen d'honneur
Le 6 février 2019, le conseil municipal d'Athis-Mons nomme Nicolas Roland Payen, ingénieur aéronautique et inventeur de l’aile delta, en qualité de citoyen d'honneur de la Ville d'Athis-Mons (17 voix pour et 7 abstentions). Cette nomination avait été annoncée par Christine Rodier, maire d'Athis-Mons, lors de son discours des vœux à la population du 10 janvier 2019.

#### Différentspersonnages publicssont nés, décédés ou ont vécu à Athis-Mons

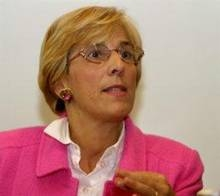
Marie-Noëlle Lienemann.

- Valentin Conrart (1603-1675), académicien, y vécut.
- Madeleine de Scudéry (1607-1701), femme de lettres, y séjourna.
- Antoine Gaston de Roquelaure (1656-1738), maréchal de France, y vécut.
- Anne Louise Bénédicte de Bourbon (1676-1753), aristocrate, y vécut.
- Louise-Anne de Bourbon-Condé (1685-1758), possédait le château d’Athis.
- Jean Antoine Nollet (1700-1770), physicien, y vécut.
- Jean-Nicolas Corvisart (1775-1821), le médecin personnel de Napoléon, y est enterré.
- Alphonse Chodron de Courcel (1835-1919), homme politique et ambassadeur, y vécut.
- Herminie Waternau (1854-1913), artiste peintre, y passa les dix dernières années de sa vie.
- Lucien Midol (1883-1979), homme politique, en fut conseiller municipal.
- André Guillaumin (1885-1974), botaniste, y est mort.
- Nicolas Roland Payen (1914-2004), constructeur aéronautique, y est né et y a vécu jusqu'à sa mort.
- Maurice His (1920-1993), personnalité de Montmartre, Président de la République de Montmartre, Grand Maître Fondateur de la Commanderie du Clos Montmartre, ses cendres reposent dans les vignes du Clos Montmartre au pied de la statue Saint Vincent.
- Louis Pauwels (1920-1997), journaliste et écrivain, y fut instituteur pendant la guerre 1939-1945.
- Roger Calves (1921-2009), expert philatélique, y est né.
- Lionel Dubray (1923-1944), résistant, y vécut.
- Jean-François Calvé (1925-2014) y est né
- Guy Herbulot (1925-2021), évêque émérite d'Évry-Corbeil-Essonnes a vécu les dernières années de sa vie et est mort à la maison de retraite des Frères des écoles chrétiennes.
- Monique Bermond (1927-2017), romancière, y vécut.
- Micheline Luccioni (1930-1992), comédienne française, y est inhumée.
- Maurice Chastanier (1931-1982), handballeur, y est né.
- Hubert Parot (1933-2015), champion olympique d'équitation en 1976, y est né.
- Xavière Gauthier (1942- ), journaliste, éditrice et universitaire, y habite.
- Jean-Pierre Sabouret (1944-2007), violoniste, y enseigna.
- Marie-Noëlle Lienemann (1951- ), femme politique, en fut maire.
- José Bové (1953- ), syndicaliste, député européen y étudia à l'école Saint-Charles.
- Jean-Michel Jouillat (1955-1999), artiste peintre, y est né.
- Laurence Catinot-Crost (1958- ), historienne et écrivain, y vécut.
- Franck Belot (1972- ), rugbyman, y est né.
- Hendrik Davi (1977- ), député des Bouches-du-Rhône, y est né.
- Nouha Diakité (1980- ), basketteur, y est né.
- Édouard Duplan (1983- ), footballeur, y est né.
- Benjamin Brillaud aussi appelé Nota Bene (1988-), vidéaste web y est né
- Régis Ovion, champion cycliste, y a vécu dans les années  1960-1970 allée du Président Denis.
- Jacques Marinelli dit « La Perruche », coureur cycliste ayant porté le maillot jaune 6 jours durant sur le Tour de France 1949 et futur maire de Melun (77) y tint commerce d'électroménager dans le années 1970-80.
- Rachida Brakni (1977- ), comédienne, y a vécu durant sa jeunesse.
- Kimberly Kitson Mills, chanteuse soul du groupe Kimberose, y est née[181]
- Sylvain Hordelalay (1914-2010), coureur cycliste, y a tenu commerce avenue Jules Vallès durant de nombreuses années[réf. nécessaire].
- Nicolas Iacobelli (1974- ), urbaniste, a notamment mis en œuvre le projet de développement de la ferme de Contin à Paray-Vieille-Post[182]
- Bora Kim, alias YellOwStaR, joueur de jeu vidéo professionnelle, y vécut et y étudia à l'école Saint-Charles.
- David Fritz Goeppinger[183],[184], photographe et auteur. Rescapé des attentats du 13 novembre 2015 y a passé son enfance et adolescence.
- Françoise Boudet (1925-2012), peintre qui remporta le Premier Grand Prix de Rome de Peinture en 1950, y est inhumée.

### Héraldique et logotype
| Blason de Athis-Mons | Blason  | Parti, au premier d’azur à trois fleurs de lis d’or au bâton de gueules péri en bande, au deuxième de sable à trois chevrons rompus d’or, au chef d’azur chargé d’une escarboucle pommetée et fleurdelisée d’or. |
| Blason de Athis-Mons | Détails | Le blason apparaît sur la motrice no Z5633 au titre du parrainage des matériels SNCF. La commune s’est en outre dotée d’un logotype.                                                                             |

### Athis-Mons dans les arts et la culture
- Une scène des films Le Grand Bazar de Claude Zidi sorti en 1973, Le Cousin d'Alain Corneau sorti en 1997 et Truands de Frédéric Schoendoerffer sorti en 2007 furent tournées sur le parking du centre commercial Carrefour, une scène du film Podium de Yann Moix sorti en 2004 a été tournée au centre sportif Paul-Demange.

### Arts

#### Musique
Les habitants d'Athis-Mons ont permis le développement culturel de la ville en développant des associations musicales bien implantées localement. On notera :
- l'orchestre d'harmonie des Portes de l'Essonne (OHAPE) fondé en 1927 ;
- le Cercle Celtique Dalc'h Mat, possédant un bagad, fondé en 1957 à Savigny-sur-Orge puis accueilli en 1965 dans la commune.

Divers festivals ont lieu régulièrement dans la commune (musique celtique, festival Guitar'Essonne).
L'église Saint-Denis, de style roman, possède une acoustique exceptionnelle qui constitue un des lieux privilégiés du territoire pour les concerts de musique classique professionnels et amateurs.

#### Littérature
L'écrivaine Xavière Gauthier, figure du fémininisme et spécialiste de Louise Michel, habite Athis-Mons et y anime des ateliers d'écriture.
L'écrivain de série noire et scénariste Gérard Lecas y habite également.
Monique Bermond, romancière, critique littéraire de livres pour enfants, animatrice et productrice d'émissions radiophoniques française, y vivait.

#### Peinture et sculpture
Entre 1935 et 1938, le peintre Camille Lambert réalise pour l’église Notre-Dame de Lourdes du Val d'Athis-Mons des peintures à l’huile sur toile représentant les quinze mystères du rosaire. Ces vingt-deux tableaux sont ensuite encollés et marouflés sur les murs intérieurs de l'édifice. L’ensemble est détruit le 18 avril 1944 par les bombardements alliés visant la gare de triage de Juvisy-sur-Orge, dont les voies sont principalement situées sur le territoire de la commune d'Athis-Mons.
Maurice Rocher réalise les vitraux de l'église Notre-Dame-de-la-Voie en 1954.

### Sports
Athis-Mons dispose de diverses associations sportives dont l'Union Sportive Olympique d'Athis-Mons (USOAM) créée en 1919 dont les résultats sportifs au cours de son histoire animent la ville. Athis-Mons depuis 2018 à investi dans des équipement sportif tel que le Terrain du Noyer-Renard, le city stade d'Ozonville et le city stade Pierre Coubertin
- USOAM section basket-ball